# Championnat de Turquie de football 1991-1992
Navigation
Saison précédente Saison suivante
La saison 1991-1992 du Championnat de Turquie de football est la 34e édition de la première division turque, la 1. Turkiye Lig. Les 16 équipes sont regroupées au sein d'une poule unique, où chaque équipe affronte tous les adversaires de sa poule 2 fois, à domicile et à l'extérieur.
Besiktas JK termine de nouveau en tête du championnat cette année. C'est le 10e titre de champion de son histoire et son 3e titre d'affilée.

## Clubs participants
- Galatasaray
- Konyaspor
- Altay Izmir - Promu de D2
- Boluspor
- Bursaspor
- Sariyer GK Istanbul
- Bakirköyspor
- Adana Demirspor - Promu de D2
- Fenerbahce SK
- Besiktas JK
- Ankaragücü
- Trabzonspor
- Genclerbirligi
- Aydinspor
- Gaziantep SK
- Samsunspor - Promu de D2

## Compétition

### Classement
Le barème de points servant à établir le classement se décompose ainsi :
- Victoire : 3 points
- Match nul : 1 point
- Défaite : 0 point

| Rang | Équipe              | Pts | J  | G  | N  | P  | Bp | Bc | Diff |
| ---- | ------------------- | --- | -- | -- | -- | -- | -- | -- | ---- |
| 1.   | Beşiktaş JK (T)     | 76  | 30 | 23 | 7  | 0  | 58 | 20 | +38  |
| 2.   | Fenerbahçe SK       | 71  | 30 | 23 | 2  | 5  | 81 | 35 | +46  |
| 3.   | Galatasaray SK      | 60  | 30 | 19 | 3  | 8  | 54 | 35 | +19  |
| 4.   | Trabzonspor (C)     | 55  | 30 | 16 | 7  | 7  | 56 | 31 | +25  |
| 5.   | Aydinspor           | 44  | 30 | 13 | 5  | 12 | 38 | 39 | -1   |
| 6.   | Bursaspor           | 40  | 30 | 10 | 10 | 10 | 44 | 43 | +1   |
| 7.   | Sariyer GK Istanbul | 38  | 30 | 11 | 5  | 14 | 34 | 44 | -10  |
| 8.   | MKE Ankaragücü      | 37  | 30 | 9  | 10 | 11 | 42 | 44 | -2   |
| 9.   | Altay Izmir (P)     | 36  | 30 | 10 | 6  | 14 | 34 | 46 | -12  |
| 10.  | Genclerbirligi      | 34  | 30 | 7  | 13 | 10 | 40 | 46 | -6   |
| 11.  | Bakirköyspor        | 33  | 30 | 8  | 9  | 13 | 42 | 46 | -4   |
| 12.  | Konyaspor           | 32  | 30 | 8  | 8  | 14 | 28 | 34 | -6   |
| 13.  | Gaziantep SK        | 32  | 30 | 7  | 11 | 12 | 34 | 53 | -19  |
| 14.  | Boluspor            | 31  | 30 | 8  | 7  | 15 | 29 | 38 | -9   |
| 15.  | Adana Demirspor (P) | 24  | 30 | 5  | 9  | 16 | 27 | 61 | -34  |
| 16.  | Samsunspor (P)      | 18  | 30 | 4  | 6  | 20 | 36 | 62 | -26  |

|  | Qualifié pour la Ligue des Champions 1992-1993 |
|  | Qualifié pour la Coupe des Coupes 1992-1993    |
|  | Qualifié pour la Coupe UEFA 1992-1993          |
|  | Relégation en 2. Lig                           |

## Bilan de la saison
| Tableau d'Honneur                  |             |
| Compétition                        | Vainqueur   |
| Championnat de Turquie de football | Besiktas JK |
| Coupe de Turquie                   | Trabzonspor |

| Qualifications européennes    |               |
| Ligue des Champions 1992-1993 | Qualifié      |
| Premier tour                  | Besiktas JK   |
| Coupe des Coupes 1992-1993    | Qualifié      |
| Premier tour                  | Trabzonspor   |
| Coupe UEFA 1992-1993          | Qualifié      |
| Premier tour                  | Fenerbahce SK |

| Promotion et relégation |                                      |
| Relégués en 2e division | Samsunspor Adana Demirspor Boluspor  |
| Promus en Super Lig     | Kocaelispor Kayserispor Karşıyaka SK |